# Mert Sipahi
Mert Sipahi (* 6. Februar 1991 in Öhringen) ist ein deutscher Futsal- und Fußballspieler. Er stammt aus der Jugend der TSG Öhringen und wechselte dann zu den Spfreunden Schwäbisch Hall. Seine Anfänge mit dem Futsal machte er mit seiner eigenen Mannschaft Brothers Keeper. Es gelang seinem Team und ihm als Spielertrainer die Württemberg-Meisterschaft in den Jahren 2016 und 2018 zu gewinnen. Seit Januar 2019 spielt Sipahi beim TSV Weilimdorf. Mit ihnen wurde er 2019 und 2021 deutscher Meister.
Mit Weilimdorf erreichte Sipahi in der Premierensaison 2021/22 der Futsal-Bundesliga das Halbfinale, wo man knapp wegen des Torverhältnisses das Finale verpasste.
Sipahi spielte bereits 16 Mal für die deutsche Futsalnationalmannschaft.

## Erfolge
- 2 × Deutscher Futsalmeister: 2019, 2021
- 1 × Hauptrunde der Futsal Champions League: 2019
- 2 × Halbfinale der Deutschen Futsalmeisterschaft: 2020, 2021
- 3 × Meister der Futsal-Regionalliga Süd: 2019, 2020, 2021
- 2 × Württemberg Meister der Futsal-Verbandsliga: 2016, 2018